# صلاة المريض
صلاة المريض أجمع علماء المسلمين على أن الشخص رجلا كان أم امرأه ان لم يستطيع القيام له أن يصلي جالسا ، فإن عجز عن الصلاة جالسا فإنه يصلي على جنبه مستقبل القبلة بوجهه والمستحب أن يكون على جنبه الأيمن ، فإن عجز عن الصلاة على جنبه صلى مستلقيا وقد روى البخاري في صحيحه أن الرسول صلى الله عليه وسلم قال لعمران بن حصين : صل قائما فإن لم تستطع فقاعدا فإن لم تستطع فعلى جنب ، وزاد النسائي : فإن لم تستطع فمستلقيا ، ومن قدر على القيام وعجز عن الركوع أو السجود لم يسقط عنه القيام بل يصلي قائما فيومئ بالركوع ثم يجلس ويومئ بالسجود.

## طهارة المريض
يجب أولا على المريض أن يتوضأ من الحدث الأصغر ويغتسل من الحدث الأكبر , فان كان لا يستطيع الطهارة بالماء لعجزه أو لخوف زيادة مرضه أو تاخر برئه جاز له التيمم : وهو أن يضرب بيده الأرض الطاهره بيده ضربة واحده ثم يمسح بها جميع وجهه ثم يمسح كفيه ببعضهما , ثم ان لم يستطع أن يتوضأ بنفسه فانه يوضأه أو ييممه شخص اخر , ويجوز لمريض أن يتيمم على الجدار أو على شي اخر طاهر له غبار.

## صلاة المريض
يجب على المريض أن يصلي الفريضة قائما ولو منحنيا أو معتمدا على جدار أو معتمدا على عصا يحتاج إلى الاعتماد عليه , فإن كان لا يستطيع القيام صلى جالسا والأفضل أن يكون متربعا في موضع القيام والركوع , فإن كان لا يستطيع الصلاة جالسا صلى على جنبه متوجها إلى القبلة والجنب الأيمن أفضل فإن لم يتمكن من التوجه إلى القبلة صلى حيث كان اتجاهه وصلاته صحيحة ولا إعادة عليه , فإن كان لا يستطيع الصلاة على جنبه صلى مستلقيا رجلاه إلى القبلة والأفضل أن يرفع رأسه قليلا ليتجه إلى القبلة فإن لم يستطع أن تكون رجلاه إلى القبلة صلى حيث كانت ولا إعادة عليه .
ويجب على المريض أن يركع ويسجد في صلاته فإن لم يستطع أومأ بهما برأسه ويجعل السجود أخفض من الركوع فإن استطاع الركوع دون السجود ركع حال الركوع وأومأ بالسجود وإن استطاع السجود دون الركوع سجد حال السجود وأومأ بالركوع , فإن كان لا يستطيع الإيماء برأسه في الركوع والسجود أشار بعينيه فيغمض قليلا للركوع ويغمض تغميضا أكثر للسجود وأما الإشارة بالأصبع كما يفعله بعض المرضى فليس بصحيح , فإن كان لا يستطيع الإيماء بالرأس ولا الإشارة بالعين صلى بقلبه فيكبر ويقرأ وينوي الركوع والسجود والقيام والقعود بقلبه ولكل امرئ ما نوى.

## رخص المريض
يجب على المريض أن يصلي كل صلاة في وقتها فإن شق عليه فعل كل صلاة في وقتها فله الجمع بين صلاة الظهر وصلاة العصر وبين صلاة المغرب وصلاة العشاء إما جمع تقديم بحيث يقدم العصر إلى الظهر والعشاء إلى المغرب ، وإما جمع تأخير بحيث يؤخر الظهر إلى العصر والمغرب إلى العشاء حسبما يكون أيسر له أما الفجر فلا تجمع لما قبلها ولا لما بعدها , وإن كان المريض مسافرا يعالج في غير بلده فإنه يقصر الصلاة الرباعية فيصلي الظهر والعصر والعشاء على ركعتين ركعتين حتى يرجع إلى بلده سواء طالت مدة سفره أم قصرت .